# Кук, Томас, 8-й граф Лестер
Томас Эдвард Кук, 8-й граф Лестер (англ. Thomas Edward Coke, 8th Earl of Leicester; род. 6 июля 1965 года) — британский аристократ и член Палаты лордов.

## Биография
Родился 6 июля 1965 года в Эппинге, Эссекс, Англия. Старший сын Эдварда Кука, 7-го графа Лестера (1936—2015), и Валерии Филлис Поттер. С 1994 по 2015 год, когда он унаследовал титул графа, он носил титул виконта Кука.
Лорд Лестер получил образование в школе Бистон-Холла и в Итонском колледже. С 1979 по 1981 год он почётным королевским пажом королевы Елизаветы II. Он окончил Манчестерский университет со степень бакалавра искусств. В 1987 году он поступил на службу в шотландскую гвардию. В период с 1991 по 1993 года служил конюшим у герцога Кентского. В настоящее время граф Лестер управляет семейным имуществом в Холкем-холле. В 2021 году, он выиграл выборы в Палату лордов в качестве члена консервативной партии, принимая присягу на 20 июля 2021 года.

## Брак и семья
21 декабря 1996 года лорд Лестер женился на Полли Мэри Уэйтли (род. 30 мая 1967), младшей дочери финансиста Дэвида Уэйтли (1924—2008) и его жены Белинды Белвилл (род. 1930), из дизайнеров Bellville Sassoon. Леди Лестер, через свою мать, является двоюродной сестрой дизайнера интерьеров Кэт Кидстон. По профессии она модистка.
У графа и графини Лестер есть сын и три дочери:
- Леди Гермиона Белинда Кук (родилась 29 декабря 1998 года)
- Леди Джуно Кэри Кук (родилась 21 октября 2000 года)
- Эдвард Горацио Кук, виконт Кук (родился 11 июня 2003 года)
- Леди Элизабет Кук (родилась 7 января 2006 года).